# Iridium 33
Iridium 33 – amerykański satelita telekomunikacyjny należący do konstelacji Iridium, spółki Iridium Satellite LLC. Wyniesiony na orbitę wraz z bliźniaczymi satelitami Iridium 28, 29, 30, 31, 32. Orbitował w płaszczyźnie nr 3 konstelacji, z punktem wstępującym 230,9°. Statek osiągnął docelową orbitę w październiku 1997 roku. 
10 lutego 2009, o godz. 16:56 UTC bezpośrednio zderzył się z rosyjskim nieczynnym wojskowym satelitą łącznościowym, Kosmos 2251 (typu Strzała 2M). Oba satelity uległy całkowitemu zniszczeniu, a ich pozostałości stały się częścią kosmicznego śmietniska.